# Sad Janka Kráľa

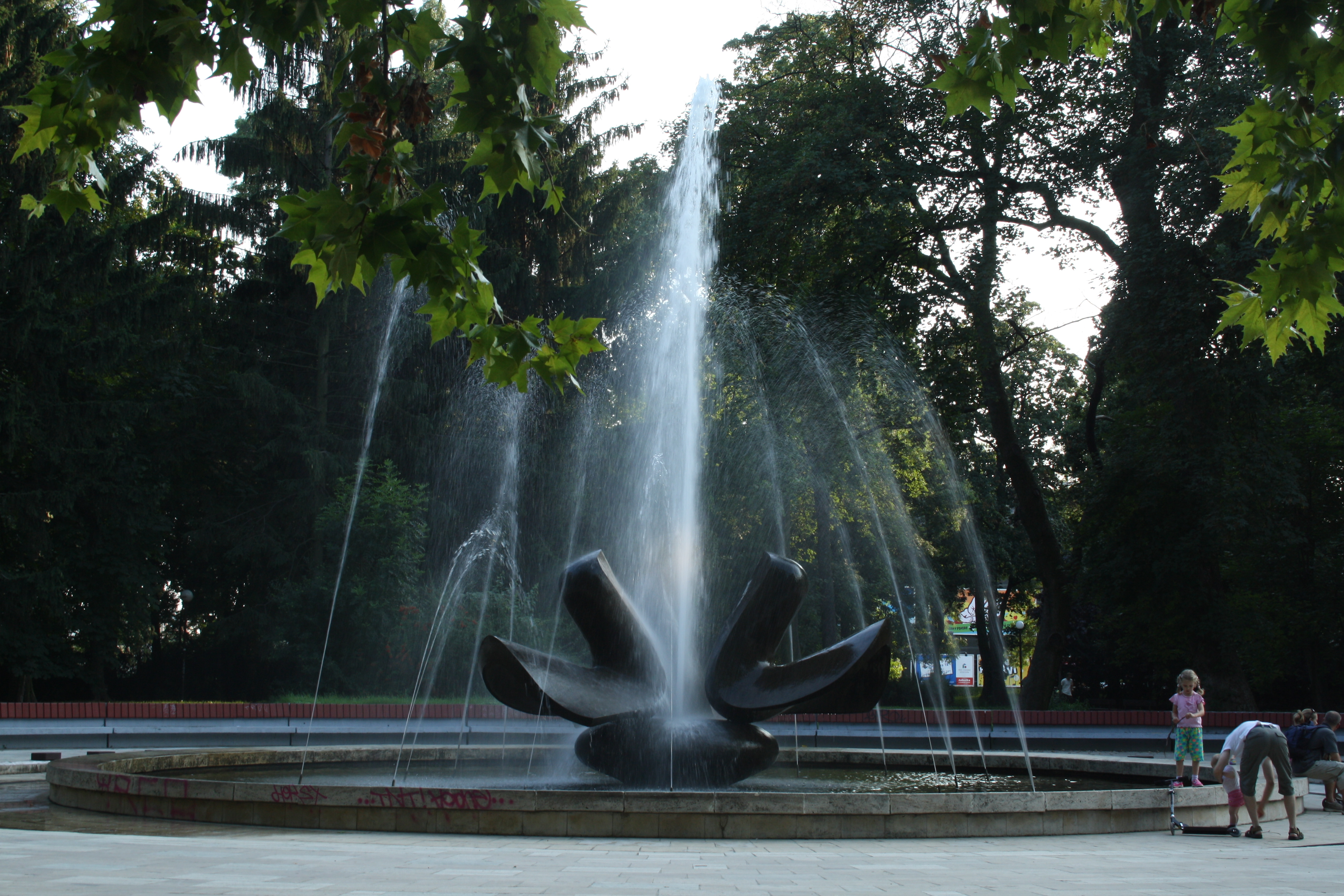
Fontána v sadu

Sad Janka Kráľa je park v Bratislavě ve čtvrti Petržalka. Jeho bývalá jména byla Städtischer Aupark (německy) a Városi díszliget (maďarsky).
Park leží v severní části Petržalky, na severu je ohraničen řekou Dunaj. Z východu umožňuje přístup Starý most, z jihu hlavní silnice a ze západu Nový most. Park je jedním z nejstarších veřejných parků Evropy. V parku se nachází socha básníka Janka Kráľa.

## Historie
Park byl založen v letech 1774–76 se záměrem vytvořit park pro veřejnost. Pod vlivem barokního klasicismu byly cesty naplánovány ve tvaru osmicípé hvězdy a podél nich byly vysázeny stromy. Každá z alejí je pojmenována podle odpovídajícího druhu stromu (olše, javor, vrba, atd.). Park získal svůj současný tvar v roce 1839, v 70. letech 20. století byl renovován. V roce 2006 se provedlo částečné omlazení parkových dřevin.
V blízkosti parku se nachází stadion Petržalka a divadlo Aréna.

## Gotická věž

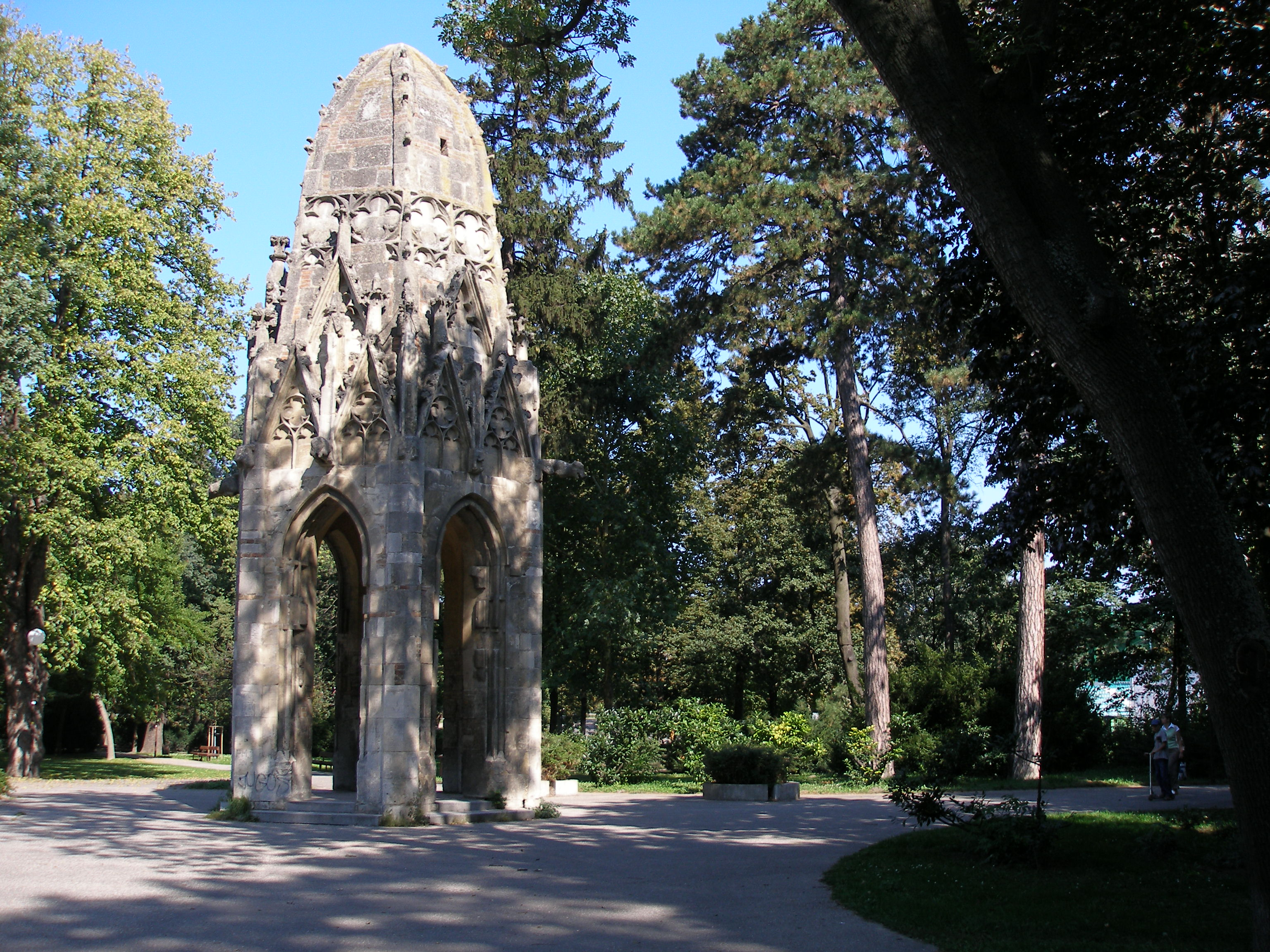
Věž

Významnou památkou sadu je zahradní altánek, původně věž františkánského kostela Zvěstování Páně. Gotická věž, postavená počátkem 15. století na jižní straně kostela nad křížovou chodbou přilehlého kláštera, byla vytesána Michaelem Chnabem. V roce 1897 zničilo zemětřesení horní část věže, takže musela být přestavěna v novogotickém stylu podle projektu architekta Friedricha Schuleka. Původní vršek věže byl po zemětřesení umístěn do sadu, kde je z něj nyní altánek.
Věž je oblíbeným místem pro setkávání, pro svatební fotografie a různé akce.